# Francis Scott Key
Francis Scott Key (Condado de Carroll (Maryland), 1 de agosto de 1779 — Baltimore, 11 de janeiro de 1843) foi um juiz e um poeta amador estadunidense, mais conhecido pela autoria do atual hino dos Estados Unidos, The Star-Spangled Banner.

## Carreira
Key observou o bombardeio britânico de Fort McHenry em 1814 durante a Guerra de 1812. Ele se inspirou ao ver a bandeira americana ainda tremulando sobre o forte ao amanhecer e escreveu o poema "Defence of Fort M'Henry"; foi publicado em uma semana com a melodia sugerida da popular canção "To Anacreon in Heaven". A música com a letra de Key ficou conhecida como "The Star-Spangled Banner" e lentamente ganhou popularidade como um hino não oficial, finalmente alcançando status oficial mais de um século depois sob o presidente Herbert Hoover como o hino nacional.
Key foi advogado em Maryland e Washington, D.C. por quatro décadas e trabalhou em casos importantes, incluindo o julgamento de conspiração de Burr, e argumentou várias vezes perante a Suprema Corte. Ele foi nomeado promotor distrital do Distrito de Columbia pelo presidente Andrew Jackson, onde serviu de 1833 a 1841. Key era um episcopal devoto.
Key possuía escravos desde 1800, período durante o qual os abolicionistas ridicularizaram suas palavras, alegando que a América era mais como a "Terra dos Livres e o Lar dos Oprimidos". Como promotor distrital, ele suprimiu os abolicionistas e, em 1836, perdeu um caso contra Reuben Crandall, onde acusou as publicações abolicionistas do réu de instigar os escravos a se rebelarem. Ele também foi um líder da American Colonization Society, que enviou escravos libertos para a África.  Ele libertou alguns de seus escravos na década de 1830, pagando um ex-escravo como capataz de sua fazenda para supervisionar seus outros escravos. Ele criticou publicamente a escravidão e deu representação legal gratuita a alguns escravos que buscavam a liberdade, mas também representou proprietários de escravos fugitivos. Na época de sua morte, ele possuía oito escravos.